# Система футбольних ліг Узбекистану
Система футбольних ліг Узбекистану складається з трьох рівнів і управляється двома організаціями: Федерацією футболу Узбекистану та Професійною футбольною лігою.

## Нинішня структура
| Рівень | Ліга/чемпіонати              | Ліга/чемпіонати      | Ліга/чемпіонати      | Ліга/чемпіонати      | Ліга/чемпіонати           | Ліга/чемпіонати      | Ліга/чемпіонати      |
| 1      | Суперліга 14 клубів          | Суперліга 14 клубів  | Суперліга 14 клубів  | Суперліга 14 клубів  | Суперліга 14 клубів       | Суперліга 14 клубів  | Суперліга 14 клубів  |
| 2      | Про-ліга 10 клубів           | Про-ліга 10 клубів   | Про-ліга 10 клубів   | Про-ліга 10 клубів   | Про-ліга 10 клубів        | Про-ліга 10 клубів   | Про-ліга 10 клубів   |
| 3      | Перша ліга 12 клубів         | Перша ліга 12 клубів | Перша ліга 12 клубів | Перша ліга 12 клубів | Перша ліга 12 клубів      | Перша ліга 12 клубів | Перша ліга 12 клубів |
| 4      | Друга ліга 16 клубів         | Друга ліга 16 клубів | Друга ліга 16 клубів | Друга ліга 16 клубів | Друга ліга 16 клубів      | Друга ліга 16 клубів | Друга ліга 16 клубів |
| 5      | Чемпіонати областей          | Чемпіонати областей  | Чемпіонати областей  | Чемпіонати областей  | Чемпіонати областей       | Чемпіонати областей  | Чемпіонати областей  |
| 5      | Андижанської                 | Бухарської           | Джизацької           | Кашкадар'їнської     | Республіки Каракалпакстан | Навойської           | Наманганської        |
| 5      | Самаркандської               | Сурхандаринської     | Сирдар'їнської       | Ташкентської         | м. Ташкент                | Ферганської          | Хорезмської          |
|        | Міські та районні чемпіонати |                      |                      |                      |                           |                      |                      |